# Exogone exilis
Exogone exilis är en ringmaskart som beskrevs av Imajima 2003. Exogone exilis ingår i släktet Exogone och familjen Syllidae. Inga underarter finns listade i Catalogue of Life.